# Arius berneyi
Arius berneyi е вид лъчеперка от семейство Ariidae. Видът не е застрашен от изчезване.

## Разпространение и местообитание
Разпространен е в Австралия и Папуа Нова Гвинея.
Обитава сладководни басейни, морета, заливи, реки и потоци.

## Описание
На дължина достигат до 45 cm.